# قهرمانی گائوشو
قهرمانی گائوشو سری آ۱ یا به‌طور خلاصه قهرمانی گائوشو، یک لیگ ایالتی حرفه‌ای فوتبال در برزیل در ایالت ریو گرانده جنوبی است. این لیگ با حضور دوازده تیم برگزار می‌شود و معمولاً از ماه ژانویه تا آوریل هرسال برگزار می‌شود. عمدهٔ رقابت در این جام بین دو تیم محبوب این ناحیه یعنی گرمیو و اینترناسیونال است.

## قهرمانان

### عناوین بر اساس تیم
| رتبه | باشگاه                               | قهرمان | نایب قهرمان |
| ---- | ------------------------------------ | ------ | ----------- |
| ۱    | اینترناسیونال                        | ۴۶     | ۲۳          |
| ۲    | گرمیو                                | ۴۳     | ۲۸          |
| ۳    | گوارانی باگه                         | ۲      | ۳           |
| ۴    | ژوونتود                              | ۱      | ۸           |
| ۵    | گرمیو اسپورتیوو باگه                 | ۱      | ۵           |
| ۵    | گرمیو اسپورتیوو برزیل (برزیل پلوتاس) | ۱      | ۵           |
| ۵    | پلوتاس                               | ۱      | ۵           |
| ۵    | نوو هامبورگو                         | ۱      | ۵           |
| ۹    | کاشیاس جنوبی                         | ۱      | ۴           |
| ۱۰   | ریو گراندنسه                         | ۱      | ۳           |
| ۱۱   | Farroupilha                          | ۱      | ۲           |
| ۱۱   | Grêmio Santanense                    | ۱      | ۲           |
| ۱۳   | ریو گرانده                           | ۱      | ۱           |
| ۱۴   | آمریکانو (پورتو آلگری)               | ۱      | ۰           |
| ۱۴   | کروزیرو-RS                           | ۱      | ۰           |
| ۱۴   | Renner                               | ۱      | ۰           |
| ۱۴   | سائوپائولو-RS                        | ۱      | ۰           |